# Gare de Barking
La gare de Barking (en anglais : Barking railway station), est une gare ferroviaire des lignes Gospel Oak - Barking Line et London, Tilbury and Southend Railway (en), en zone 4 Travelcard. Elle  est située sur la Station Parade  à Barking, dans le borough londonien de Barking et Dagenham, sur le territoire du Grand Londres.
C'est une gare Network Rail desservie par des trains London Overground et c2c. Elle est en correspondance et intègre la station Barking, des lignes District et Hammersmith & City du métro de Londres.

## Situation ferroviaire
La gare de Barking est : le terminus est de la ligne de Gospel Oak à Barking avant la gare de Woodgrange Park, en direction du terminus ouest de la gare de Gospel Oak ; et une gare de bifurcation de la London, Tilbury and Southend line du London, Tilbury and Southend Railway (en), entre les gares ouvertes de West Ham et de Dagenham Dock ou d'Upminster, en direction de la gare de bifurcation de Pitsea puis de la gare terminus est de Shoeburyness.

Plans : des lignes et du réseau des transports à Londres
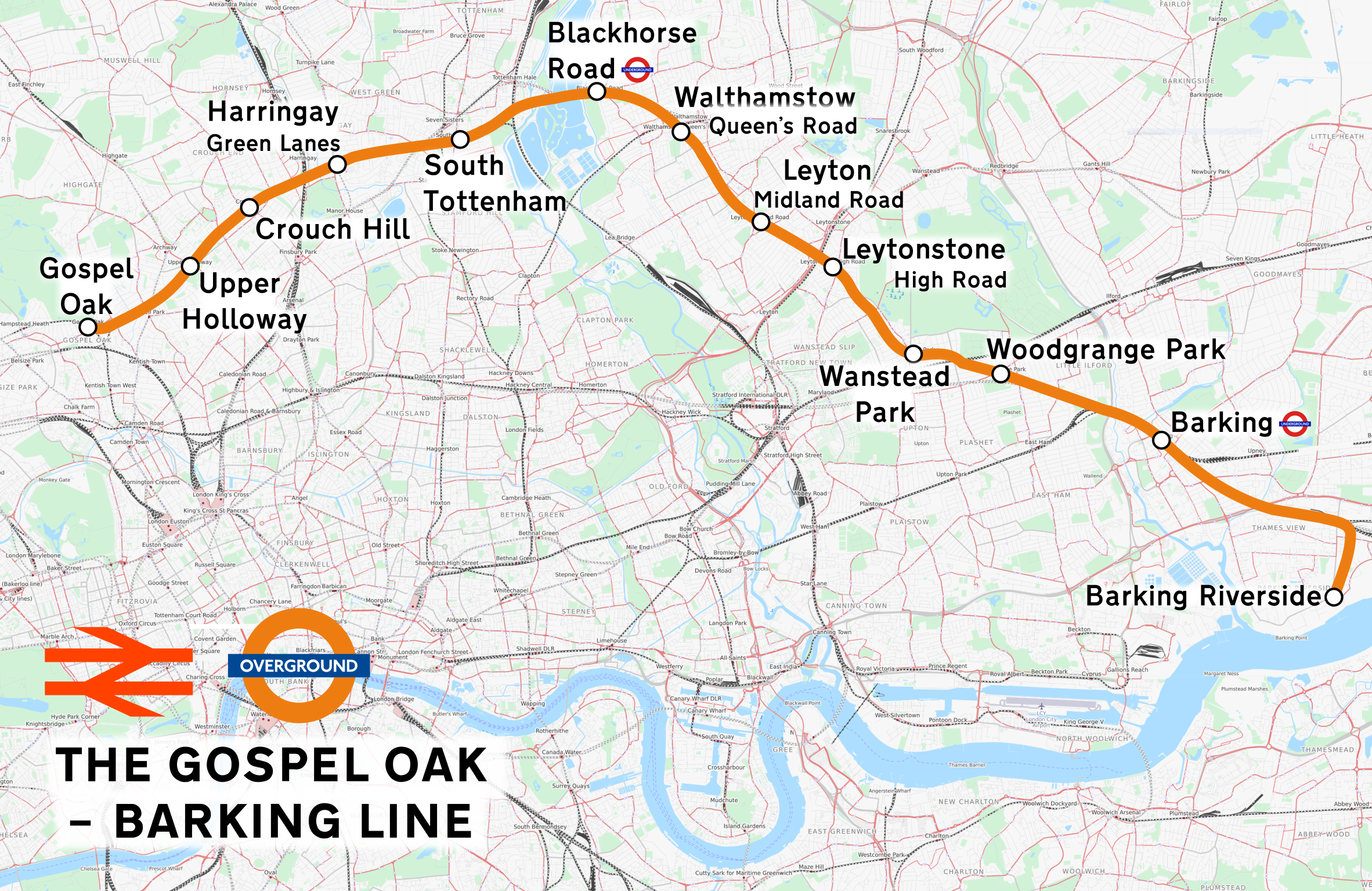
Ligne Gospel Oak to Barking.
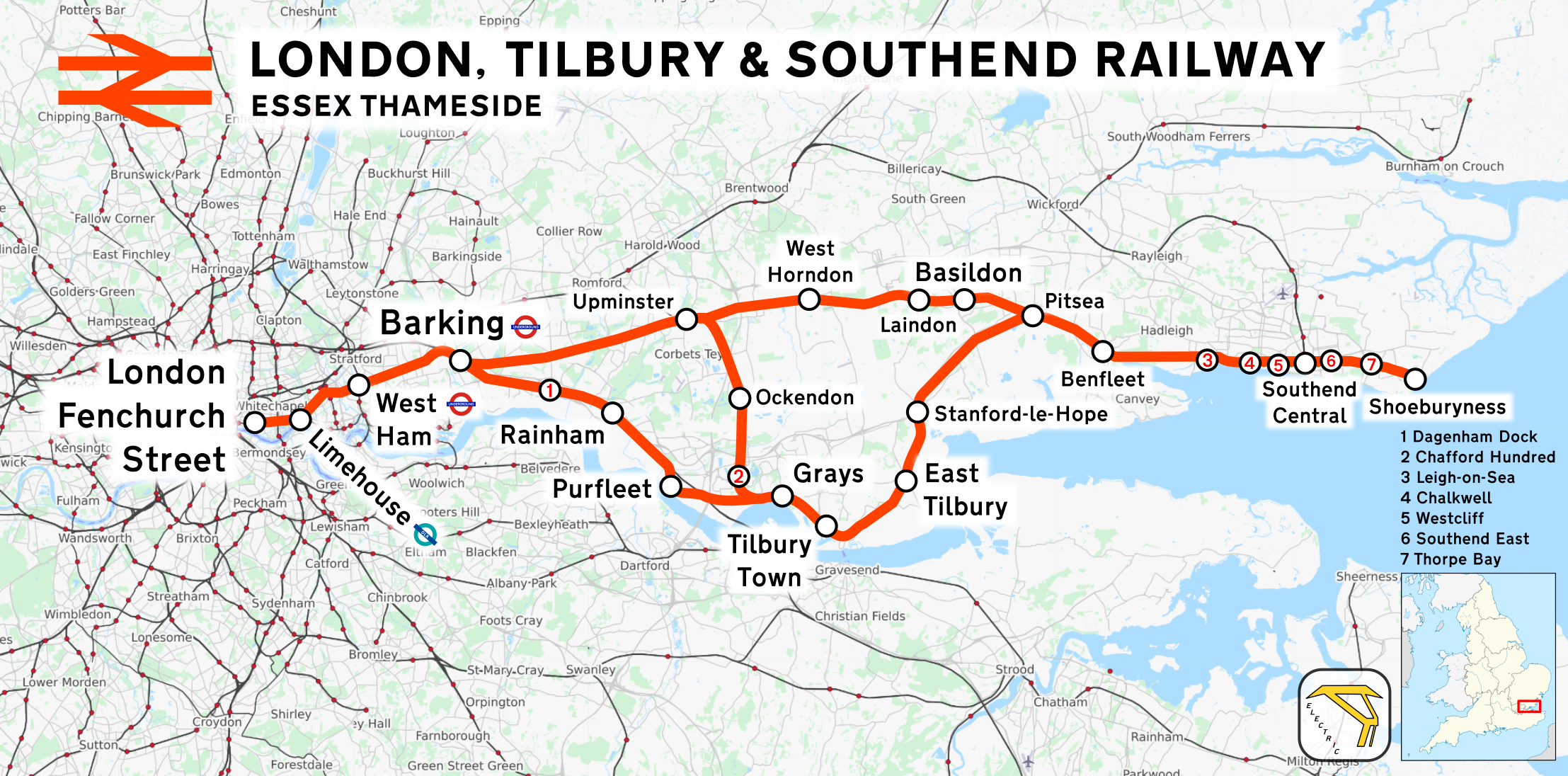
London, Tilbury and Southend line.
Réseaux de Londres.

## Service des voyageurs

### Accueil
La gare dispose d'une entrée principale, commune avec la station du métro, sur la Station Parade  à Barking.

### Desserte
La gare de Barking est desservie par : des trains c2c des relations West Ham - Upminster
ou Dagenham Dock et en service limité Stratford - Upminster ; des trains London Overground de la relation Woodgrange Park - Barking.

Installations et dessertes
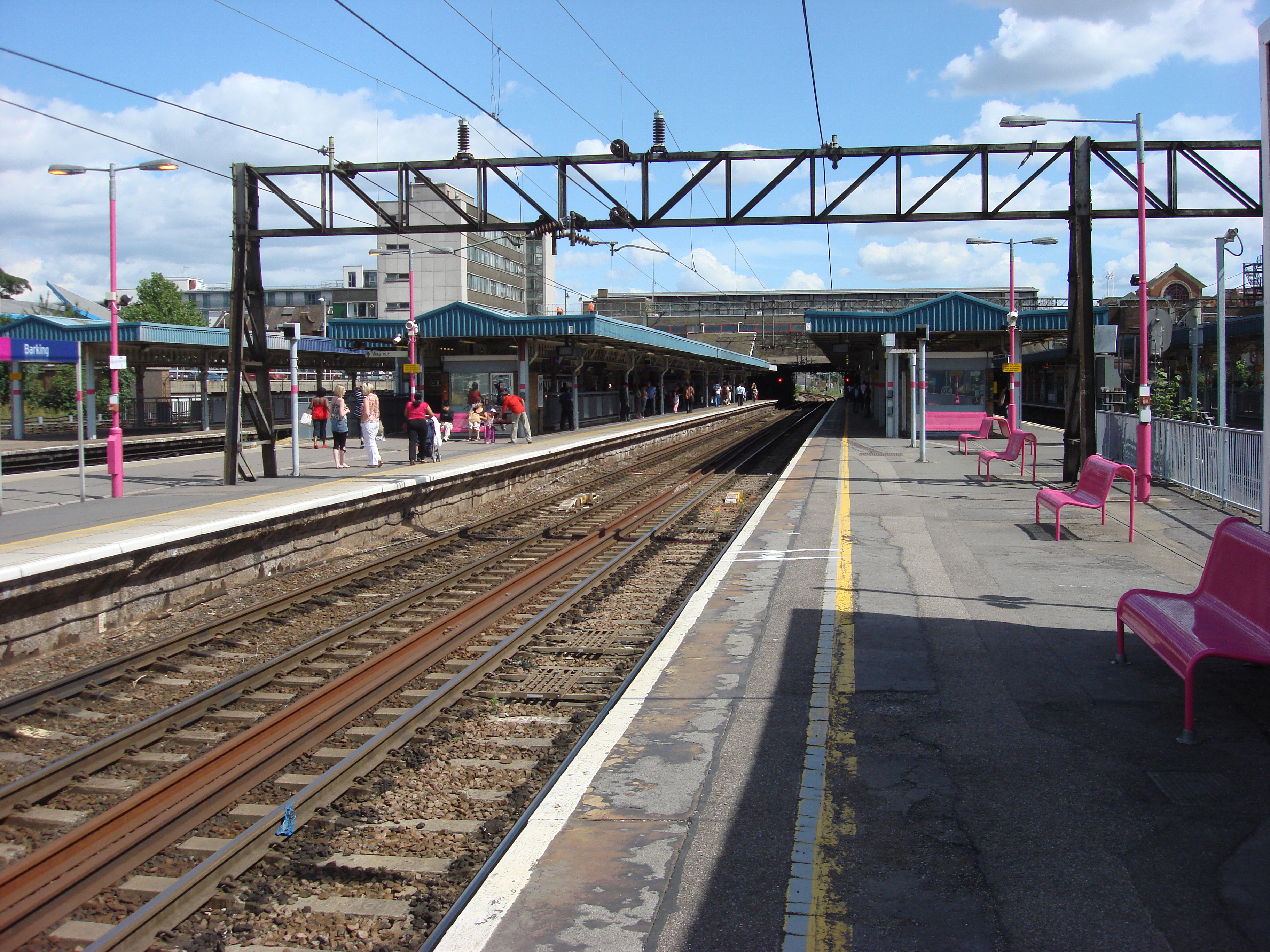
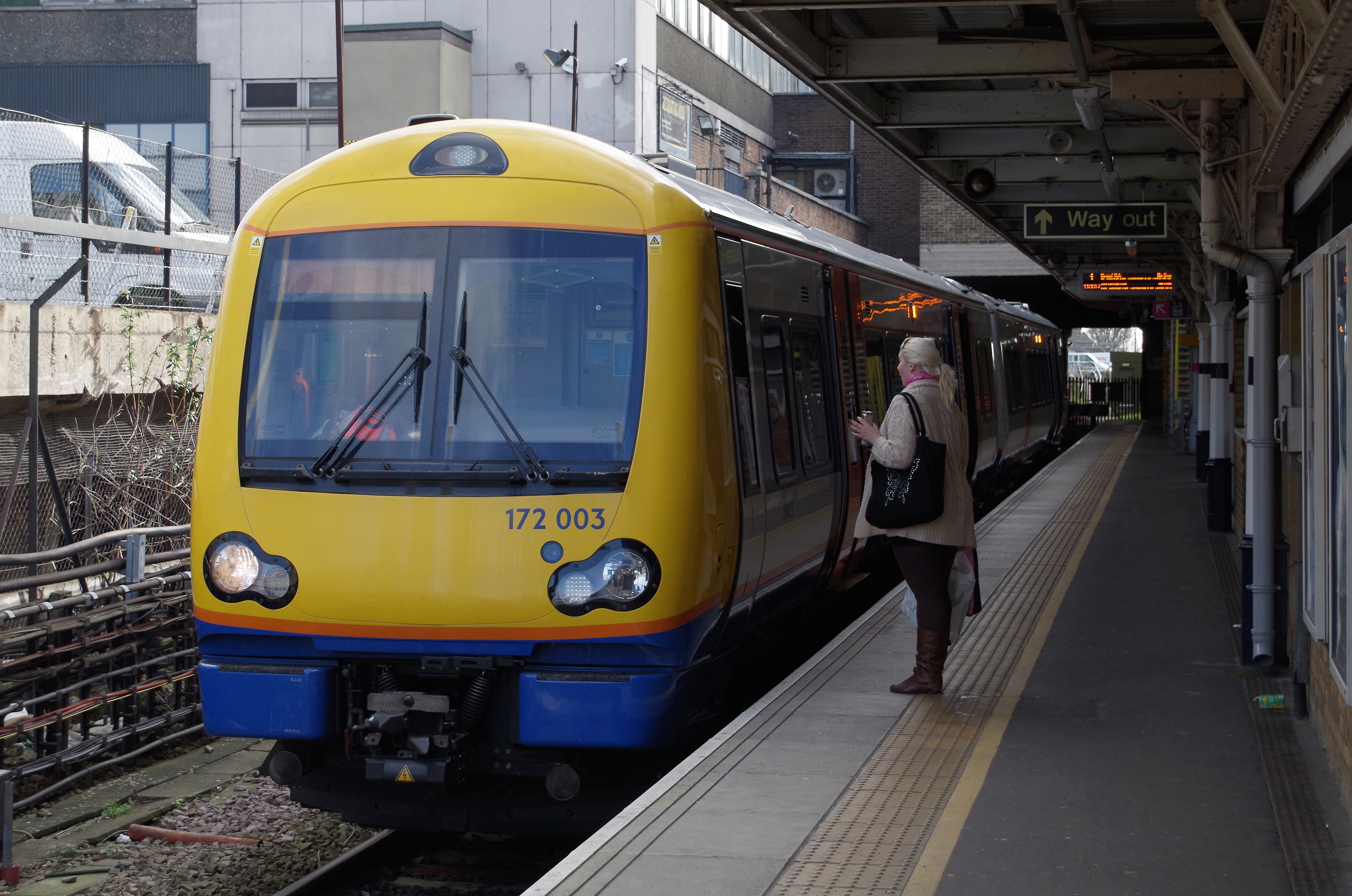
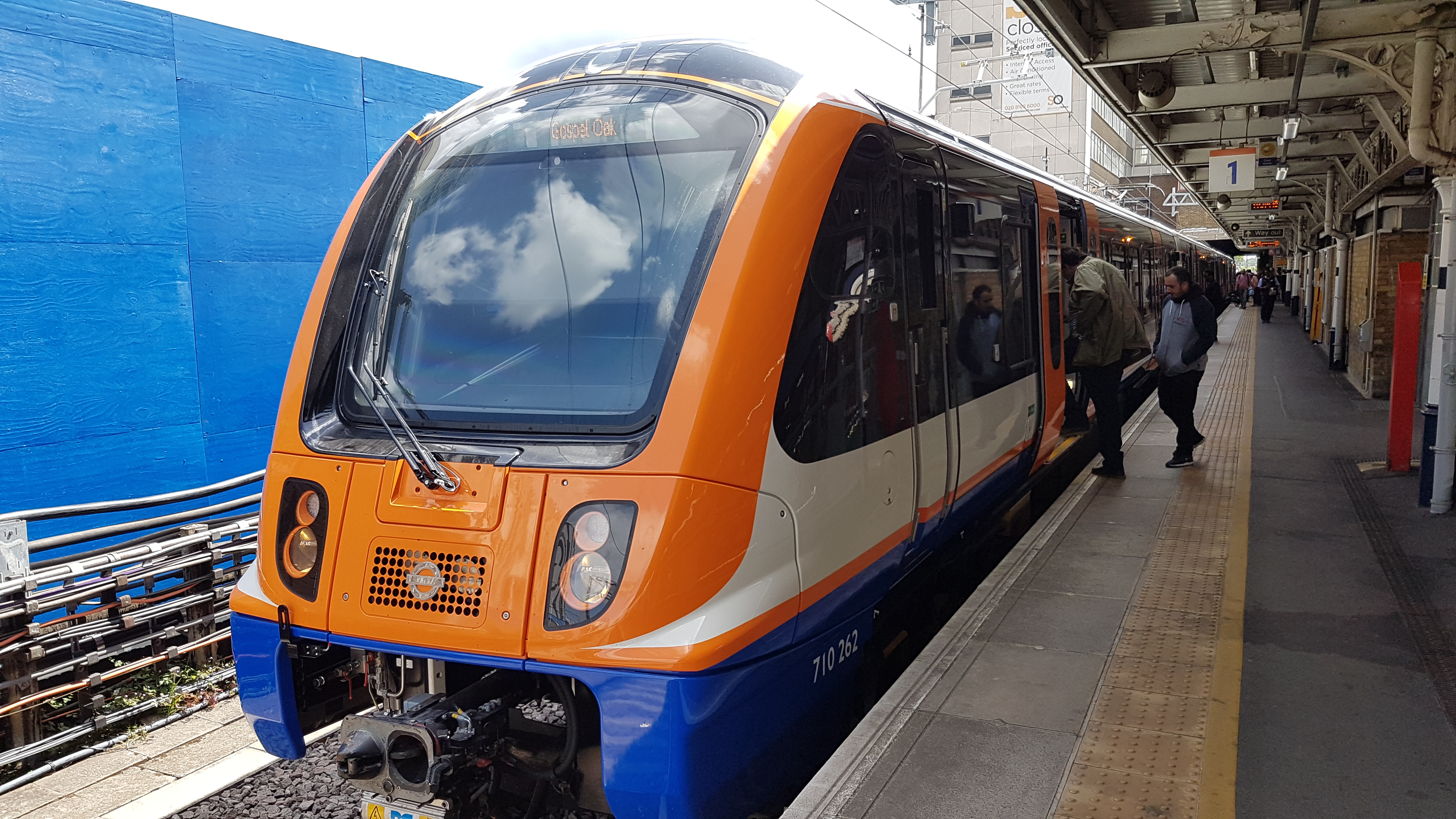

### Intermodalité
Elle est en correspondance avec la station Barking des lignes District et Hammersmith & City du métro de Londres dont elle partage certaines infrastructures.
Comme la station la gare est desservie par des autobus de Londres des lignes 5, 62, 169, 238, 287, 366, 368, 687, ELI, EL2, EL3 et N15.